# Kidō Butai
Kidō Butai (jap. 機動部隊, "mobile enhed") var navnet på den største japanske flådestyrke i begyndelsen af 2. Verdenskrig i Stillehavet. Den blev opstillet af den japanske flåde ved etableringen af den 1. marineluftflåde den 10. april 1941. Kernen i denne flåde var de dengang syv hangarskibe med deres 474 kampfly. 
Senere blev der tilføjet 5. hangarskibsdivision med Shōkaku og Zuikaku, 1. hangarskibsdivision med Akagi og Kaga samt 2. hangarskibsdivision med Sōryū og Hiryū. De udgjorde herefter kernen af Kidō Butai. Hertil kom mindre eskortehangarskibe og et antal slagskibe, krydsere og destroyere. Med denne flådestyrke sejlede admiral Isoroku Yamamoto øst på for at gennemføre angrebet på Pearl Harbor. Den øverstkommanderende for 1. marineluftflåde var på dette tidspunkt viceadmiral Chuichi Nagumo.
Skibene i Kidō Butai opererede til dels uafhængigt af hinanden. Ved slaget om Midway fra 4. til 6. juni 1942 mistede flåden imidlertid fire hangarskibe. Dette markerede begyndelsen på slutningen af den japanske flådes herredømme i Stillehavet. 
De øvrige hangarskibe deltog fortsat i slagene i Stillehavskrigen og blev stadig betegnet som Kidō Butai. Frem for alt blev Shōkaku og Zuikaku, som deltog i Slaget øst for Salomonøerne og Slaget ved Santa Cruz-øerne i august og oktober 1942 omtalt med dette navn.

## Skibe i Kidō Butai
Status ved udgangen af november 1941

### Hangarskibe
- Akagi – sænket den 4. juni 1942
- Kaga – sænket den 5. juni 1942
- Hiryū – sænket den 5. juni 1942
- Sōryū – sænket den 4. juni 1942
- Zuikaku – sænket den 25. oktober 1944
- Shōkaku – sænket den 19. juni 1944

### Slagskibe
- Hiei – sænket den 13. november 1942
- Kirishima – sænket den 15. november 1942

### Krydsere
- Tone – sænket i japansk havn 1945
- Chikuma – sænket i japansk havn 1945
- Abukuma – sænket den 26. oktober 1944

### Destroyere
- Tanikaze – sænket den 9. juni 1944
- Urakaze – sænket den 21. november 1944
- Isokaze – sænket den 7. april 1945
- Hamakaze – sænket den 7. april 1945
- Kasumi – sænket den 7. april 1945
- Arare – sænket den 5. juli 1942
- Kagero – sænket den 8. maj 1943
- Shiranui – sænket den 27. oktober 1944
- Akigumo – sænket den 11. april 1944

### Ubåde
- I-19
- I-21
- I-23